# Ré (sziget)
Ré (franciául Île de Ré, IPA: [il də ʁe], poitevin dialektusban ile de Rét) Franciaországhoz tartozó sziget az Atlanti-óceán Vizcayai-öblében, Charente-Maritime megyében, La Rochelle-től 1,7 km-re nyugatra.

## Községek
| Név                        | Lakosság (fő, 2022) |
| -------------------------- | ------------------- |
| Ars-en-Ré                  | 1306                |
| La Couarde-sur-Mer         | 1112                |
| La Flotte                  | 3131                |
| Le Bois-Plage-en-Ré        | 2177                |
| Les Portes-en-Ré           | 582                 |
| Loix                       | 742                 |
| Rivedoux-Plage             | 2428                |
| Saint-Clément-des-Baleines | 712                 |
| Saint-Martin-de-Ré         | 2309                |
| Sainte-Marie-de-Ré         | 3392                |